# The Big Broadcast of 1937
The Big Broadcast of 1937 é um filme estadunidense de 1936, do gênero comédia musical, dirigido por Mitchell Leisen e estrelado por Jack Benny, George Burns e Gracie Allen. Este é o terceiro exemplar da série de quatro The Big Broadcasts... que a Paramount Pictures produziu na década de 1930 (os outros são: The Big Broadcast, The Big Broadcast of 1936 e The Big Broadcast of 1938). Este é, também, o primeiro filme do astro do rádio Jack Benny no estúdio, uma associação que terminaria somente na segunda metade da década de 1950.
A trilha sonora, assinada por Leo Robin e Ralph Rainger, traz, entre outras, as canções La Bomba e o grande sucesso Here's Love in Your Eye. Entre as atrações musicais, encontram-se Gene Krupa, Benny Goodman com seu clarinete e Leopold Stokowski à frente de uma orquestra sinfônica.
Segundo Ken Wlaschin, The Big Broadcast of 1937 é um dos melhores filmes da carreira de Jack Benny.

## Sinopse
Jack Carson, diretor da emissora NNBC, precisa de uma nova atração para o programa patrocinado pela milionária família Platt, fabricante de bolinhas de golfe. A princípio, os Platt querem o tenor Frank Rossman, mas depois decidem-se pela promissora Gwen Holmes, uma descoberta do agente de Frank. O amor, o ciúme e um repórter fofoqueiro, no entanto, complicam as coisas para Jack.[carece de fontes?]

## Elenco
| Ator/Atriz   | Personagem    |
| ------------ | ------------- |
| Jack Benny   | Jack Carson   |
| George Burns | Senhor Platt  |
| Gracie Ellen | Senhora Platt |
| Bob Burns    | Bob Black     |
| Martha Raye  | Patsy         |
| Shirley Ross | Gwen Holmes   |
| Ray Milland  | Bob Miller    |
| Frank Forest | Frank Rossman |
| Jack Mulhall | Caixeiro      |